# Mastigia epitusalis
Mastigia epitusalis är en fjärilsart som beskrevs av Walker 1858. Mastigia epitusalis ingår i släktet Mastigia och familjen nattflyn. Inga underarter finns listade i Catalogue of Life.